# Olijfboomcoalitie
De Olijfboomcoalitie (L'Ulivo) was een samenwerkingsverband tussen de gematigd progressieve partijen in Italië, opgericht in 1996. Sinds 2005 is deze coalitie opgegaan in de bredere coalitie L'Unione (De Unie).
De Olijfboomcoalitie won, in samenwerking met de Communistische Partij, in 1996 de parlementsverkiezingen, waarna Romano Prodi minister-president werd (tot 1998). In 1998 werden de parlementsverkiezingen gewonnen door de voormalige communistische leider Massimo D'Alema, die daarna premier werd. De Olijfboomcoalitie werd in 2001 verslagen door het centrumrechtse samenwerkingsverband Huis van de Vrijheden (Casa delle Libertà) van Silvio Berlusconi.

## Partijen die lid waren van de Olijfboomcoalitie
- Federazione dei Verdi (Groene Partij)
- Democratici di Sinistra (Democratisch Links)
- Partito Popolare Italiano (Italiaans Volkspartij)
- Partito Repubblicano Italiano (Italiaanse Republikeinse Partij)
- Rinnovamento Italiano
- Unione Democratica
- Linkse Partij
- Unione Democratici per l'Europa (Unie voor een Democratisch Europa)
- Socialisti Democratici Italiani (Sociaaldemocratisch Italië)
- Partito Comunista Italiano (Communistische Partij van Italië)

## Allen Verenigd In De Olijfboom- voor Europa
Allen Verenigd In De Olijfboom (Italiaans: Uniti nell'Ulivo) is de Europese variant van de Olijfboomcoalitie. Op 12 juni 2004 deed Allen Verenigd In De Olijfboom- voor Europa verkreeg 31,1% van de Italiaanse stemmen voor het Europees Parlement.

## Allen Verenigd In De Olijfboom
Allen Verenigd In De Olijfboom (Italiaans: Uniti nell' Ulivio), afgekort FED is de op 13 september 2004 opgerichte hernieuwde Olijfboomcoalitie. Het was de bedoeling dat deze FED in 2006 mee ging doen met de Italiaanse verkiezingen. Lijsttrekker is Romano Prodi. De FED maakt deel uit van L'Unione.

### Partijen die lid zijn van de FED
- Democratici di Sinistra (Democratisch Links)
- Margherita (Margriet)
  - Partito Popolare Italiano (Italiaanse Volkspartij)
  - Democratici
  - Rinnovamento Italiano (Hernieuwd Italië)
- Movimento Repubblicani Europei
- Socialisti Democratici Italiani

## Uitslagen L'Ulivo 2006
| Jaar | parlement                       | %           | zetels  |
| ---- | ------------------------------- | ----------- | ------- |
| 2006 | Kamer van Afgevaardigden Senaat | 31,20 35,04 | 220 128 |

### Individuele resultaten partijen in L'Ulivo (Kamer van Afgevaardigden/Senaat)
- Democratici di Sinistra — ?/62
- La Margherita—Democrazia è Libertà — ?/39
- Movimento Repubblicani Europei — 0-0

Zie ook: Huis van de Vrijheid